# Liga Europy UEFA (2019/2020)/Faza kwalifikacyjna (ścieżka mistrzowska)
Artykuł prezentuje szczegółowe dane dotyczące rozegranych meczów mających na celu wyłonienie 8 drużyn piłkarskich, które wezmą udział w fazie grupowej Ligi Europy UEFA 2019/2020, dzięki wygraniu ścieżki mistrzowskiej kwalifikacji. Faza kwalifikacyjna w tej ścieżce trwa od 25 lipca do 29 sierpnia 2019 i wystartuje w niej 35 zespołów.

## Terminarz
| Faza         | Runda                        | Data losowania  | Pierwszy mecz    | Rewanż           |
| ------------ | ---------------------------- | --------------- | ---------------- | ---------------- |
| Kwalifikacje | Druga runda kwalifikacyjna   | 19 czerwca 2019 | 25 lipca 2019    | 1 sierpnia 2019  |
| Kwalifikacje | Trzecia runda kwalifikacyjna | 22 lipca 2019   | 8 sierpnia 2019  | 15 sierpnia 2019 |
| Play-off     | Play-off                     | 5 sierpnia 2019 | 22 sierpnia 2019 | 29 sierpnia 2019 |

## II runda kwalifikacyjna

### Uczestnicy
Do startu w II rundzie kwalifikacji w ścieżce mistrzowskiej uprawnionych będzie 18 drużyn (15 z I rundy kwalifikacji Ligi Mistrzów i 3 z rundy wstępnej kwalifikacji Ligi Mistrzów).

### Podział na koszyki
Zespoły podzielono na 3 koszyki. Za rozstawione drużyny uznano zespoły, które odpadły w I rundzie kwalifikacyjnej Ligi Mistrzów UEFA, natomiast za nierozstawione uznano zespoły, które odpadły w Rundzie wstępnej kwalifikacji Ligi Mistrzów UEFA.
| Grupa 1                | Grupa 1 |
| ---------------------- | ------- |
| Drużyny rozstawione    |         |
| Drużyna                |         |
| Piast Gliwice          |         |
| Partizani Tirana       |         |
| Sūduva Mariampol       |         |
| Sheriff Tyraspol       |         |
| Riga FC                |         |
| Drużyny nierozstawione |         |
| Drużyna                |         |
| SP Tre Penne           |         |

| Grupa 2                | Grupa 2 |
| ---------------------- | ------- |
| Drużyny rozstawione    |         |
| Drużyna                |         |
| Łudogorec Razgrad      |         |
| Valur                  |         |
| Feronikeli Glogovac    |         |
| Slovan Bratysława      |         |
| Ararat-Armenia         |         |
| Drużyny nierozstawione |         |
| Drużyna                |         |
| Lincoln Red Imps       |         |

| Grupa 3                | Grupa 3 |
| ---------------------- | ------- |
| Drużyny rozstawione    |         |
| Drużyna                |         |
| FK Astana              |         |
| Linfield F.C.          |         |
| HB Tórshavn            |         |
| F91 Dudelange          |         |
| Szkendija Tetowo       |         |
| Drużyny nierozstawione |         |
| Drużyna                |         |
| FC Santa Coloma        |         |

### Pary II rundy kwalifikacyjnej
| Drużyna 1                            | Wynik dwumeczu | Drużyna 2           | Pierwszy mecz | Drugi mecz |
| ------------------------------------ | -------------- | ------------------- | ------------- | ---------- |
| SP Tre Penne                         | 0:10           | Sūduva Mariampol    | 0:5           | 0:5        |
| Piast Gliwice                        | 4:4 (br. wyj.) | Riga FC             | 3:2           | 1:2        |
| Partizani Tirana                     | 1:2            | Sheriff Tyraspol    | 0:1           | 1:1        |
| Ararat-Armenia                       | 4:1            | Lincoln Red Imps    | 2:0           | 2:1        |
| Valur                                | 1:5            | Łudogorec Razgrad   | 1:1           | 0:4        |
| Slovan Bratysława                    | 4:1            | Feronikeli Glogovac | 2:1           | 2:0        |
| FC Santa Coloma                      | 1:4            | FK Astana           | 0:0           | 1:4        |
| HB Tórshavn                          | 2:3            | Linfield F.C.       | 2:2           | 0:1        |
| Szkendija Tetowo                     | 2:3            | F91 Dudelange       | 1:2           | 1:1        |
| Po lewej gospodarz pierwszego meczu. |                |                     |               |            |

### Pierwsze mecze
| 123 lipca 2019 | SP Tre Penne | 0:5   | Sūduva Mariampol                                                            |                                                                      |
| 20:30 CET      |              | (0:2) | 10' Matulevičius · 20' Topčagić · 66' Švrljuga · 81' Tadić · 90+1' Ricketts | San Marino Stadium, Serravalle Widzów: 354 Sędzia: Krzysztof Jakubik |

| 225 lipca 2019 | Piast Gliwice                   | 3:2   | Riga FC                        |                                                                      |
| 20:00 CET      | Czerwiński 66' · Félix 82', 85' | (0:1) | 22' Debełko · 86' (sam.) Korun | Stadion Miejski, Gliwice Widzów: 5 100 Sędzia: Manuel Schüttengruber |

| 325 lipca 2019 | Partizani Tirana | 0:1   | Sheriff Tyraspol |                                                                        |
| 17:30 CET      |                  | (0:1) | 24' Tambe        | Selman Stërmasi stadiumi, Tirana Widzów: 1 750 Sędzia: Kirill Levnikov |

| 423 lipca 2019 | Ararat-Armenia             | 2:0   | Lincoln Red Imps |                                                                         |
| 17:00 CET      | Kobyalko 33' · Kódjo 45+2' | (2:0) |                  | FFA Academy Stadium, Erywań Widzów: 1 500 Sędzia: Trustin Farrugia Cann |

| 525 lipca 2019 | Valur     | 1:1   | Łudogorec Razgrad |                                                            |
| 21:00 CET      | Petry 11' | (1:0) | 90+2' Abel        | Hlíðarendi, Reykjavík Widzów: 802 Sędzia: Georgios Kominis |

| 624 lipca 2019 | Slovan Bratysława            | 2:1   | Feronikeli Glogovac |                                                                                  |
| 18:00 CET      | Delgado 9' · Šporar 61' (k.) | (1:0) | 67' Hoti            | Národný futbalový štadión, Bratysława Widzów: 7 150 Sędzia: Ioannis Papadopoulos |

| 723 lipca 2019 | FC Santa Coloma | 0:0   | FK Astana |                                                            |
| 20:00 CET      |                 | (0:0) |           | Estadi Comunal, Andora Widzów: 382 Sędzia: Robert Hennessy |

| 823 lipca 2019 | HB Tórshavn                         | 2:2   | Linfield F.C.           |                                                       |
| 17:45 CET      | Justinussen 37' (k.) · Petersen 89' | (1:1) | 2', 88' (k.) Waterworth | Gundadalur, Thorshavn Widzów: 751 Sędzia: Ádám Farkas |

| 923 lipca 2019 | Szkendija Tetowo   | 1:2   | F91 Dudelange                  |                                                                           |
| 17:55 CET      | A. Ibraimi 7' (k.) | (1:0) | 64' Bettaieb · 68' (k.) Sinani | Nacionałna Arena „Toše Proeski”, Skopje Widzów: 2 602 Sędzia: Tore Hansen |

### Rewanże
| 130 lipca 2019 | Sūduva Mariampol                                      | 5:0   | SP Tre Penne |                                                                   |
| 17:45 CET      | Tadić 14' · Kerla 17' · Topčagić 39', 55' · Gotal 89' | (3:0) |              | ARVI Futbolo Arena, Mariampol Widzów: 1 850 Sędzia: Artyom Kuchin |

| 21 sierpnia 2019 | Riga FC                      | 2:1   | Piast Gliwice |                                                                |
| 18:30 CET        | Pētersons 26' · Biliński 83' | (1:1) | 20' Félix     | Stadion Skonto, Ryga Widzów: 3 541 Sędzia: Eitan Shemeulevitch |

| 31 sierpnia 2019 | Sheriff Tyraspol | 1:1   | Partizani Tirana |                                                            |
| 19:00 CET        | N’Diaye 63'      | (0:1) | 29' Asani        | Sheriff Stadium, Tyraspol Widzów: 5 248 Sędzia: Igor Pajač |

| 430 lipca 2019 | Lincoln Red Imps | 1:2   | Ararat-Armenia   |                                                                   |
| 17:45 CET      | Hernandez 74'    | (0:1) | 45+1', 58' Ogana | Victoria Stadium, Gibraltar Widzów: 684 Sędzia: Alexandre Boucaut |

| 51 sierpnia 2019 | Łudogorec Razgrad                         | 4:0   | Valur |                                                           |
| 19:30 CET        | Biton 7' · Ikoko 24' · Świerczok 82', 84' | (0:2) |       | Łudogorec Arena, Razgrad Widzów: 4 120 Sędzia: Pavel Orel |

| 630 lipca 2019 | Feronikeli Glogovac | 0:2   | Slovan Bratysława         |                                                             |
| 18:00 CET      |                     | (0:1) | 19' De Marco · 54' Holman | Stadion Miejski, Prisztina Widzów: 5 250 Sędzia: Yigal Frid |

| 71 sierpnia 2019 | FK Astana                                       | 4:1   | FC Santa Coloma |                                                                   |
| 16:00 CET        | Sigurjónsson 24' (k.) · Tomasov 73', 79', 90+4' | (1:1) | 7' Pi           | Astana Arena, Nur-Sułtan Widzów: 16 103 Sędzia: Giorgi Kruashvili |

| 81 sierpnia 2019 | Linfield F.C.       | 1:0   | HB Tórshavn |                                                |
| 20:45 CET        | Waterworth 20' (k.) | (1:0) |             | Windsor Park, Belfast Sędzia: Halil Umut Meler |

| 930 lipca 2019 | F91 Dudelange | 1:1   | Szkendija Tetowo |                                                                          |
| 17:55 CET      | Delgado 78'   | (0:0) | 90+2' Ibraimi    | Stade Josy Barthel, Luksemburg Widzów: 1 022 Sędzia: Iwan Arwel Griffith |

## III runda kwalifikacyjna

### Uczestnicy
Do startu w III rundzie kwalifikacji w ścieżce mistrzowskiej uprawnionych będzie 20 drużyn (10 z II rundy kwalifikacji Ligi Mistrzów dla mistrzów, 9 z poprzedniej rundy oraz drużyna, która została wylosowana jako ta, która spośród zespołów, które odpadły w I rundzie kwalifikacji Ligi Mistrzów, ma zapewniony awans do III rundy kwalifikacyjnej bez rozgrywania dwumeczu w II rundzie).

### Podział na koszyki
Przegrani dwumeczów II rundy kwalifikacyjnej dla mistrzów, zostali uznani za zespoły rozstawione, natomiast zespoły, które wygrały swoje dwumecze w II rundzie kwalifikacyjnej Ligi Europy dla mistrzów zostały uznane za zespoły nierozstawione.
| Drużyny rozstawione    |
| Drużyna                |
| The New Saints F.C.    |
| Saburtalo Tbilisi      |
| Sutjeska Nikšić        |
| HJK Helsinki           |
| Maccabi Tel Awiw       |
| Drużyny nierozstawione |
| Drużyna                |
| Łudogorec Razgrad      |
| Sūduva Mariampol       |
| Ararat-Armenia         |
| Riga FC                |
| Linfield F.C.          |

| Drużyny rozstawione    |
| Drużyna                |
| Nõmme Kalju            |
| BATE Borysów           |
| Dundalk F.C.           |
| AIK Fotboll            |
| Valletta FC            |
| Drużyny nierozstawione |
| Drużyna                |
| FK Astana              |
| Sheriff Tyraspol       |
| F91 Dudelange          |
| Slovan Bratysława      |
| FK Sarajevo            |

### Pary III rundy kwalifikacyjnej
| Drużyna 1                            | Wynik dwumeczu | Drużyna 2           | Pierwszy mecz | Drugi mecz |
| ------------------------------------ | -------------- | ------------------- | ------------- | ---------- |
| Sutjeska Nikšić                      | 3:5            | Linfield F.C.       | 1:2           | 2:3        |
| Maccabi Tel Awiw                     | 2:4            | Sūduva Mariampol    | 1:2           | 1:2        |
| Ararat-Armenia                       | 3:2            | Saburtalo Tbilisi   | 1:2           | 2:0        |
| Riga FC                              | 3:3 (br. wyj.) | HJK Helsinki        | 1:1           | 2:2        |
| Łudogorec Razgrad                    | 9:0            | The New Saints F.C. | 5:0           | 4:0        |
| FK Sarajevo                          | 1:2            | BATE Borysów        | 1:2           | 0:0        |
| F91 Dudelange                        | 4:1            | Nõmme Kalju         | 3:1           | 1:0        |
| FK Astana                            | 9:1            | Valletta FC         | 5:1           | 4:0        |
| Sheriff Tyraspol                     | 2:3            | AIK Fotboll         | 1:2           | 1:1        |
| Slovan Bratysława                    | 4:1            | Dundalk F.C.        | 1:0           | 3:1        |
| Po lewej gospodarz pierwszego meczu. |                |                     |               |            |

### Pierwsze mecze
| 16 sierpnia 2019 | Sutjeska Nikšić | 1:2   | Linfield F.C.   |                                                                     |
| 20:15 CET        | Kojašević 11'   | (1:1) | 38', 65' Millar | Stadion Kraj Bistrice, Nikšić Widzów: 3 850 Sędzia: Alan Mario Sant |

| 28 sierpnia 2019 | Maccabi Tel Awiw | 1:2   | Sūduva Mariampol           |                                                           |
| 19:30 CET        | Ofoedu 84'       | (0:1) | 37' Kerla · 76' Jankauskas | Stadion Netanja, Netanja Widzów: 8 512 Sędzia: Neil Doyle |

| 36 sierpnia 2019 | Ararat-Armenia | 1:2   | Saburtalo Tbilisi            |                                                                |
| 17:00 CET        | Kobyalko 31'   | (1:0) | 72' Altunashvili · 76' Kenia | FFA Academy Stadium, Erywań Widzów: 10 500 Sędzia: Alain Bieri |

| 46 sierpnia 2019 | Riga FC      | 1:1   | HJK Helsinki |                                                            |
| 18:00 CET        | Biliński 81' | (0:1) | 7' Väyrynen  | Skonto Stadium, Ryga Widzów: 3 468 Sędzia: Kirill Levnikov |

| 58 sierpnia 2019 | Łudogorec Razgrad                                                         | 5:0   | The New Saints F.C. |                                                             |
| 19:30 CET        | Harrington 10' (sam.) · Tchibota 28' · Lukoki 43' · Keșerü 65' · Moți 76' | (3:0) |                     | Łudogorec Arena, Razgrad Widzów: 4 120 Sędzia: Marius Avram |

| 68 sierpnia 2019 | FK Sarajevo | 1:2   | BATE Borysów               |                                                                                |
| 19:45 CET        | Handžić 89' | (0:1) | 19' Baha · 71' (k.) Moukam | Asim Ferhatović Hase Stadion, Sarajewo Widzów: 7 124 Sędzia: Alexandre Boucaut |

| 78 sierpnia 2019 | F91 Dudelange       | 3:1   | Nõmme Kalju |                                                                      |
| 20:00 CET        | Stolz 28', 30', 75' | (2:1) | 41' Puri    | Stade Josy Barthel, Luksemburg Widzów: 1 239 Sędzia: Fábio Veríssimo |

| 88 sierpnia 2019 | FK Astana                                                        | 5:1   | Valletta FC    |                                                                      |
| 16:00 CET        | Sigurjónsson 8', 57' · Łogwinienko 15' · Tomasov 35' · Janga 80' | (3:0) | 67' Fontanella | Astana Arena, Nur-Sułtan Widzów: 18 707 Sędzia: Vladislav Bezborodov |

| 98 sierpnia 2019 | Sheriff Tyraspol | 1:2   | AIK Fotboll                       |                                                                |
| 19:00 CET        | Kendysh 56' (k.) | (0:2) | 12' (sam.) Lukić · 14' Sigþórsson | Stadionul Sheriff, Tyraspol Widzów: 6 341 Sędzia: Kevin Clancy |

| 107 sierpnia 2019 | Slovan Bratysława | 1:0   | Dundalk F.C. |                                                                             |
| 20:15 CET         | Holman 86'        | (0:0) |              | Národný futbalový štadión, Bratysława Widzów: 9 980 Sędzia: Frank Schneider |

### Rewanże
| 113 sierpnia 2019 | Linfield F.C.                         | 3:2   | Sutjeska Nikšić  |                                                              |
| 20:45 CET         | Stafford 7' · Lavery 18' · Clarke 76' | (2:1) | 15', 61' Božović | Windsor Park, Belfast Widzów: 3 639 Sędzia: Miroslav Zelinka |

| 215 sierpnia 2019 | Sūduva Mariampol            | 2:1   | Maccabi Tel Awiw |                                                                 |
| 19:00 CET         | Topčagić 12' · Švrljuga 45' | (2:0) | 86' Blackman     | ARVI Futbolo Arena, Mariampol Widzów: 5 337 Sędzia: Tore Hansen |

| 314 sierpnia 2019 | Saburtalo Tbilisi | 0:2   | Ararat-Armenia                    |                                                                               |
| 18:00 CET         |                   | (0:1) | 10' Kobyalko · 67' (k.) Avetisyan | Stadion im. Micheila Meschiego, Tbilisi Widzów: 14 904 Sędzia: Mykola Balakin |

| 415 sierpnia 2019 | HJK Helsinki                    | 2:2   | Riga FC          |                                                                    |
| 18:00 CET         | Forsell 5' · Debełko 69' (sam.) | (1:0) | 62', 80' Debełko | Telia 5G -areena, Helsinki Widzów: 6 847 Sędzia: Mohammed Al-Hakim |

| 515 sierpnia 2019 | The New Saints F.C. | 0:4   | Łudogorec Razgrad                             |                                                       |
| 19:30 CET         |                     | (0:2) | 36', 77' Świerczok · 42' Lukoki · 90+2' Biton | Park Hall, Oswestry Widzów: 712 Sędzia: Kristo Tohver |

| 615 sierpnia 2019 | BATE Borysów | 0:0   | FK Sarajevo |                                                          |
| 19:00 CET         |              | (0:0) |             | Barysau-Arena, Borysów Widzów: 11 876 Sędzia: Kevin Blom |

| 713 sierpnia 2019 | Nõmme Kalju | 0:1   | F91 Dudelange |                                                                 |
| 18:00 CET         |             | (0:0) | 56' Sinani    | A. Le Coq Arena, Tallinn Widzów: 1 202 Sędzia: Sergey Lapochkin |

| 815 sierpnia 2019 | Valletta FC | 0:4   | FK Astana                              |                                                                  |
| 20:00 CET         |             | (0:2) | 25', 68' Murtazajew · 37', 89' Tomasov | Centenary Stadium, Ta’ Qali Widzów: 595 Sędzia: Stephan Klossner |

| 915 sierpnia 2019 | AIK Fotboll | 1:1   | Sheriff Tyraspol |                                                              |
| 19:00 CET         | Bahoui 61'  | (0:0) | 86' Boban        | Friends Arena, Solna Widzów: 13 122 Sędzia: Roi Reinshreiber |

| 1013 sierpnia 2019 | Dundalk F.C. | 1:3   | Slovan Bratysława                     |                                                                |
| 21:00 CET          | Duffy 70'    | (0:2) | 12' Ratão · 33' Čavrić · 90+3' Daniel | Oriel Park, Dundalk Widzów: 4 199 Sędzia: Robert Schörgenhofer |

## Runda play-off

### Uczestnicy
Do startu w Rundzie play-off kwalifikacji Ligi Europy w ścieżce mistrzowskiej uprawnionych będzie 16 drużyn (6 z III rundy kwalifikacji Ligi Mistrzów dla mistrzów oraz 10 z poprzedniej rundy).

### Podział na koszyki
Przegrani dwumeczów III rundy kwalifikacyjnej dla mistrzów, zostali uznani za zespoły rozstawione, natomiast zespoły, które wygrały swoje dwumecze w III rundzie kwalifikacyjnej Ligi Europy dla mistrzów zostały uznane za zespoły nierozstawione.
| Drużyny rozstawione    |
| Drużyna                |
| Celtic                 |
| FC Kopenhaga           |
| Ferencvárosi TC        |
| Drużyny nierozstawione |
| Drużyna                |
| Sūduva Mariampol       |
| AIK Fotboll            |
| Riga FC                |
| F91 Dudelange          |
| Ararat-Armenia         |

| Drużyny rozstawione    |
| Drużyna                |
| PAOK FC                |
| Qarabağ FK             |
| NK Maribor             |
| Drużyny nierozstawione |
| Drużyna                |
| BATE Borysów           |
| FK Astana              |
| Łudogorec Razgrad      |
| Slovan Bratysława      |
| Linfield F.C.          |

### Pary Rundy play-off
| Drużyna 1                            | Wynik dwumeczu | Drużyna 2       | Pierwszy mecz | Drugi mecz  |
| ------------------------------------ | -------------- | --------------- | ------------- | ----------- |
| Sūduva Mariampol                     | 2:4            | Ferencvárosi TC | 0:0           | 2:4         |
| FC Kopenhaga                         | 3:2            | Riga FC         | 3:1           | 0:1         |
| Celtic                               | 6:1            | AIK Fotboll     | 2:0           | 4:1         |
| Ararat-Armenia                       | 3:3 (k. 4:5)   | F91 Dudelange   | 2:1           | 1:2 (dogr.) |
| Łudogorec Razgrad                    | 2:2 (br. wyj.) | NK Maribor      | 0:0           | 2:2         |
| Linfield F.C.                        | 4:4 (br. wyj.) | Qarabağ FK      | 3:2           | 1:2         |
| Slovan Bratysława                    | 3:3 (br. wyj.) | PAOK FC         | 1:0           | 2:3         |
| FK Astana                            | 3:2            | BATE Borysów    | 3:0           | 0:2         |
| Po lewej gospodarz pierwszego meczu. |                |                 |               |             |

### Pierwsze mecze
| 122 sierpnia 2019 | Sūduva Mariampol | 0:0   | Ferencvárosi TC |                                                                           |
| 19:00 CET         |                  | (0:0) |                 | ARVI Futbolo Arena, Mariampol Widzów: 5 741 Sędzia: Manuel Schüttengruber |

| 222 sierpnia 2019 | FC Kopenhaga                                  | 3:1   | Riga FC    |                                                      |
| 19:45 CET         | Fischer 18' · Sotiriu 62' (k.) · Daramy 90+3' | (1:1) | 41' Kamešs | Parken, Kopenhaga Widzów: 13 930 Sędzia: Bas Nijhuis |

| 322 sierpnia 2019 | Celtic                    | 2:0   | AIK Fotboll |                                                          |
| 20:45 CET         | Forrest 48' · Édouard 73' | (0:0) |             | Celtic Park, Glasgow Widzów: 40 885 Sędzia: Tamás Bognár |

| 422 sierpnia 2019 | Ararat-Armenia           | 2:1   | F91 Dudelange |                                                                   |
| 17:00 CET         | Lima 22' · Antonov 90+3' | (1:0) | 68' Sinani    | FFA Academy Stadium, Erywań Widzów: 11 000 Sędzia: Harald Lechner |

| 522 sierpnia 2019 | Łudogorec Razgrad | 0:0   | NK Maribor |                                                             |
| 19:30 CET         |                   | (0:0) |            | Łudogorec Arena, Razgrad Widzów: 6 200 Sędzia: Jakob Kehlet |

| 622 sierpnia 2019 | Linfield F.C.                    | 3:2   | Qarabağ FK                     |                                                            |
| 20:45 CET         | Stafford 40' · Lavery 45+1', 75' | (2:1) | 15' Rherras · 90+2' (k.) Gueye | Windsor Park, Belfast Widzów: 4 633 Sędzia: Sandro Schärer |

| 722 sierpnia 2019 | Slovan Bratysława | 1:0   | PAOK FC |                                                                         |
| 21:00 CET         | Abena 90+4'       | (0:0) |         | Národný futbalový štadión, Bratysława Widzów: 20 233 Sędzia: Ivan Bebek |

| 822 sierpnia 2019 | FK Astana                                             | 3:0   | BATE Borysów |                                                              |
| 16:00 CET         | Tomasov 23' · Łogwinienko 44' · Sigurjónsson 52' (k.) | (2:0) |              | Astana Arena, Nur-Sułtan Widzów: 24 369 Sędzia: Serhij Bojko |

### Rewanże
| 129 sierpnia 2019 | Ferencvárosi TC                                                 | 4:2   | Sūduva Mariampol             |                                                              |
| 20:00 CET         | Varga 36' (k.) · Boli 45+1' · Nguen 67' · Sihniewicz 90+6' (k.) | (2:1) | 11' Verbickas · 64' Topčagić | Groupama Aréna, Budapeszt Widzów: 18 567 Sędzia: Marco Guida |

| 229 sierpnia 2019 | Riga FC     | 1:0   | FC Kopenhaga |                                                      |
| 18:45 CET         | Brisola 75' | (0:0) |              | Skonto Stadium, Ryga Widzów: 7 055 Sędzia: Paweł Gil |

| 329 sierpnia 2019 | AIK Fotboll | 1:4   | Celtic                                                  |                                                              |
| 19:00 CET         | Larsson 33' | (1:2) | 17' Forrest · 34' Johnston · 87' Jullien · 90+3' Morgan | Friends Arena, Solna Widzów: 28 410 Sędzia: Nikola Dabanović |

| 429 sierpnia 2019 | F91 Dudelange                                           | 2:1 (pd.)               | Ararat-Armenia                                           |                                                                         |
| 20:00 CET         | Sinani 48' (k.), 71'                                    | (0:1, 2:1, 2:1, k. 5:4) | 24' Lima                                                 | Stade Josy Barthel, Luksemburg Widzów: 2 874 Sędzia: Ałeksandar Stawrew |
| 20:00 CET         | · Lavie · Morren · Bougrine · Natami · Sinani · Schnell | Rzuty karne             | · Avetisyan · Alphonse · Lima · Meneses · Ogana · Pashov | Stade Josy Barthel, Luksemburg Widzów: 2 874 Sędzia: Ałeksandar Stawrew |

| 529 sierpnia 2019 | NK Maribor               | 2:2   | Łudogorec Razgrad                |                                                                 |
| 20:15 CET         | Tavares 65' · Vancaš 72' | (0:2) | 17' Marcelinho · 26' (k.) Keșerü | Stadion Ljudski vrt, Maribor Widzów: 9 016 Sędzia: Craig Pawson |

| 629 sierpnia 2019 | Qarabağ FK             | 2:1   | Linfield F.C. |                                                                                       |
| 18:00 CET         | Romero 6' · Zoubir 88' | (1:0) | 90+3' Lavery  | Stadion Republikański im. Tofiqa Bəhramova, Baku Widzów: 18 349 Sędzia: Sergey Ivanov |

| 729 sierpnia 2019 | PAOK FC                                      | 3:2   | Slovan Bratysława           |                                                               |
| 19:00 CET         | Limnios 49' · Świderski 50' · Giannoulis 87' | (0:1) | 38' Medveděv · 62' De Marco | Stadion Tumba, Saloniki Widzów: 20 776 Sędzia: Andreas Ekberg |

| 829 sierpnia 2019 | BATE Borysów               | 2:0   | FK Astana |                                                            |
| 19:00 CET         | Skawysz 6' · Jabłonski 85' | (1:0) |           | Barysau-Arena, Borysów Widzów: 10 701 Sędzia: Bobby Madden |